# 全日空857便ハイジャック事件
全日空857便ハイジャック事件（ぜんにっくう857びんハイジャックじけん）は、1995年（平成7年）6月21日に、北海道函館市の函館空港で全日本空輸857便（ボーイング747SR-100型機、機体番号 JA8146、以下「当該機」）が占拠された事件。函館空港ハイジャック事件、函館空港全日空機ハイジャック事件、函館空港全日空ジャンボ機ハイジャック事件、函館ハイジャック事件とも呼称される。日本で初めて強行突入が実施されたハイジャック事件。
突入は北海道警察機動隊が行ったが、警視庁特殊部隊SAP（Special Armed Policeの略称。現在のSAT）も後方支援した。北海道警は1987年（昭和62年）に発生した上磯沖の保険金殺人事件や、本事件と同じ1995年に発生した石狩町女子高生誘拐事件と並び、本事件を「全国的に道警察の真価が問われる事件」と位置づけている。

## 事件の経過
1995年（平成7年）6月21日、東京国際空港（羽田空港）発函館空港行きの当該機が、午前11時45分ごろ山形県上空で1人の中年の男にハイジャックされた。犯人は365人を人質に取って機内に立てこもった。犯人は当時強制捜査を受けていたオウム真理教（現・Aleph）の信者を名乗っており、サリンを所持しているとして客室乗務員を脅した。これに対し、テレビ番組に出演していたオウム真理教幹部の上祐史浩は、「これはオウム信者のやったことではない」「事実であれば直ちに除名する」と声明を出した。
その後、当該機は予定通り函館空港に着陸した。函館空港には当該機を見守る一般市民が数多く見られた。犯人は当初、麻原彰晃（当時は被告人）の釈放と、燃料を補給して羽田空港に引き返すよう要求していたが、その後の交渉の過程では、とにかく機体を羽田空港へ戻すことを執拗に主張した。犯人は機外とのやり取りを直接することはなく、客室乗務員を通じてやらせていた。また乗客の一部解放、機内への飲料・食料等の補給などは一切拒否した。
警察庁が全国の警察を動員して、搭乗名簿に記載された全員の身元を調べた結果、身元不明者として残った者が2人いた。乗客が容疑者の目を盗んで犯人の服装や状況を、当時はまだ一般にあまり浸透していなかった携帯電話で連絡してきた事もあり、捜査当局は強行突入の準備を進めた。

### 人質救出作戦の開始
事件発生から約12時間後の6月22日午前0時25分、道警函館方面本部庁舎3階の公安委員会室にて最高作戦会議が開催され、北海道警察から伊達興治本部長、函館方面本部長、警備部長、捜査一課長、函館方面本部捜査課長、機動隊長、鑑識課長、警察庁から交通局審議官、外事課長、警視庁から第六機動隊特科中隊（SAP、後のSAT）長が参加した。この席において道警本部長より「強行突入したい」旨の意思が示され、具体的な突入方法について議論された。
会議後、道警本部長は突入方法を警察庁に連絡し了承を得た。同日3時37分、内閣総理大臣村山富市の指示により、突入班から外れ、機内を盗聴するなどバックアップに回った警視庁警備部第六機動隊特科中隊が、特殊梯子を機体L1、L2、L3ドアに接続し、同39分に警視庁警備部特科中隊員および道警機動隊員らが梯子を登り始めた。
突入で先頭をきる道警機動隊員は特殊警棒を把持し、2番目となる同機動隊員は実弾を装填した拳銃を携行した。道警機動隊員の突入準備完了の合図を受けた警視庁警備部特科中隊は3時42分、3箇所の機体ドアを解錠した。この段階で函館方面本部長室にて待機していた道警本部長に最終の意思確認がされ、正式な突入命令の元3箇所の機体ドアから道警機動隊員が突入した。
機体1階の最前部L1ドア付近にいた犯人は、警察の突入に気付き機体後方へと走りだした。L2ドアからも突入していた道警機動隊員に気付き反転した犯人は再び機体前方へ走りだし、L1ドアから突入した道警機動隊員に向けてドライバーを振り上げたが、特殊警棒で額付近を一撃され、6月22日3時45分に機内客室18番Gシート付近で制圧、逮捕された。
犯人は精神疾患で休職中の東洋信託銀行（後のUFJ信託銀行、現・三菱UFJ信託銀行）行員（男性53歳）であり、オウム真理教とは無関係であった。また、所持していると主張したプラスチック爆弾が粘土で作った偽物であり、サリンと思われていたビニール袋の中身もただの水であった事が判明。
犯人は逮捕の翌日（1995年6月23日）付で東洋信託銀行を懲戒解雇され、1995年7月12日に函館地方検察庁に「責任能力あり」と判断され起訴された。
1997年（平成9年）3月21日、函館地方裁判所は犯人に対し、懲役8年の判決を言い渡した。検察側・弁護側双方が札幌高等裁判所へ控訴し、1999年（平成11年）9月30日の控訴審で、札幌高裁は1審判決（懲役8年）を破棄し、犯人に懲役10年の判決を言い渡した。その後、最高裁判所への上告は行われず、判決が確定した。なお、犯人は全日空から民事訴訟を起こされ、請求額通り5,300万円の損害賠償が命じられた。
また、この事件の当該機は2003年（平成15年）7月に退役した。なお、「NH857便」は後に羽田空港発ノイバイ国際空港（ベトナム・ハノイ）行きの便となったが、2025年現在、全日空の便名としては使用されていない。

## 事件の影響
犯人が勤務していた東洋信託銀行は事件直後に大手紙の他、全ての地方紙にもこの事件に関する謝罪広告を掲載した。また、この事件は東洋信託銀行の株主総会開催日の8日前に発生したため、株主総会の冒頭でも当時の社長がこの事件について改めて謝罪している。
事件翌年の1996年、警察庁は部隊の存在自体を極秘とし、非公式部隊として存在していた警視庁特殊部隊（Special Armed Police、通称SAP）と大阪府警察特殊部隊（零中隊）をSATとして正規部隊化し公表した。また、北海道・千葉・神奈川・愛知・福岡・沖縄の各道県警察にも新たにSATを設置した。
運輸省（現在の国土交通省）は航空保安体制の強化を打ち出し、航空各社とともに再発防止に努めるよう発表した。

## 報道関係
犯人は週刊誌の「オウム真理教信者による奪還ハイジャック計画」という記事を読んで、事件を衝動的に起こしている。事件発生から翌朝まで、テレビはほぼすべてのチャンネルが報道特別番組となった。
- NHK総合テレビは、事件発生当日12時35分からのニュース[4]の中で、函館空港に設置されたロボットカメラが当該機を捉えて撮影し、空港に着陸するところを生放送した。この映像は、上空を航行中にハイジャックされた航空機が空港に着陸する瞬間をテレビで生中継した世界初の映像とされている。またNHK技研で開発されたばかりの超高感度カメラを世田谷から新千歳空港経由で函館に急送し、薄光でも鮮明な映像を送出した[5][6][7]。
- 日本テレビはプロ野球ナイター中継・読売ジャイアンツVS中日ドラゴンズを試合終了まで放送し、その後報道特別番組を放送。
- TBSでは、当日放送していた昼の番組『山田邦子のしあわせにしてよ』を12時37分で打ち切って報道特別編成に移行、北海道の系列局である北海道放送(HBC)函館放送局が設置している情報カメラから、既に着陸している当該機を捉え報道した。函館からの中継回線を複数確保するため、SNGやHBC経由での伝送のほか、映像の一部は隣接する青森テレビを経由して送られた。
- フジテレビは、『笑っていいとも』を中断して事件について報道した。
- テレビ朝日もこの日のサッカーJリーグ中継・セレッソ大阪VSヴェルディ川崎を通常放送したが、ハーフタイムの時間は報道特番に差し替えた。

テレビ局で生放送された映像は、6月22日午前2時50分頃から、機体前部のコックピットをアップで撮影したものに固定された。これは、北海道警察からの要請によるもので、警視庁特殊部隊（Special Armed Police、通称SAP、後のSAT）が機体後部から機内に突入する計画を立てており、旅客機全景や周辺の様子が分かるような映像が放送されてしまうと、機内にあるテレビ受像機から犯人に捜査当局の作戦が分かってしまう恐れがあるためである。報道側も人道的判断により、警察の報道協定を受け入れた。犯人逮捕の時間は、新聞朝刊の印刷締め切り時間の後だったため、最終版に間に合わず、6月22日の一般紙・専門紙の多くが号外を発行し、一般紙が夕刊で詳報を報じた。

## 自衛隊の行動
当該機が函館空港に着陸した後、函館空港の滑走路延長線上の東西上空で、航空自衛隊北部航空方面隊千歳基地・第2航空団のF-15戦闘機が空中待機した。警視庁特殊部隊（Special Armed Police、通称SAP、後のSAT）搬送のため、羽田空港から航空自衛隊入間基地・第402飛行隊のC-1輸送機が使われ、函館空港から約70km北西にある航空自衛隊八雲飛行場まで空輸した。以後は別任務でたまたま八雲飛行場に展開していた航空自衛隊・入間ヘリコプター空輸隊のCH-47J輸送ヘリコプターで函館駐屯地まで移動したとされる。
当該機が函館空港に着陸したとき、函館空港内に航空自衛隊小牧基地・第401飛行隊のC-130輸送機が駐機していた。これは警視庁特殊部隊（Special Armed Police、通称SAP、後のSAT）の輸送で函館空港に先回りしたのではなく、クロスカントリー（航法訓練）の途中にたまたま函館空港に寄港したものであることを第401飛行隊の隊員が事件後に証言している。

## その他
加藤登紀子が北海道公演に向かうために、当該機に実母と加藤のバックバンドのメンバー（告井延隆、細井豊、武川雅寛、佐藤正治、ベルナール・パガノッティ）らと搭乗しており、告井が密かに新聞紙に隠してトイレの中へ持ち込んだ携帯電話で、犯人の状況を110番で警察に伝え、事件の解決に協力した。後日、北海道警察本部長より告井に感謝状が贈られている。
乗客350人、乗員15人、合計365人という人質の数を考慮し、函館市以外にも、函館市周辺の自治体と札幌市に救急車の応援要請がされた。函館市消防本部と札幌市消防局の救急車などが解放された365人のうち、犯人に先が尖ったドライバーで肩を刺され軽傷を負った1名と体調不良を訴えた6名を函館市内の病院に搬送している。
日本テレビでの報道特別番組にて、キャスターの久能靖（当時日本テレビアナウンサー）が「函館の空港事務所と連絡が繋がった」と熊坂伸弘（当時札幌テレビアナウンサー）に一報を伝えるが、空港事務所ではなく間違って別人の番号と繋げてしまう放送事故が発生。その一部の映像が2019年3月23日の『月曜から夜ふかし』内で紹介された。
『北海道新聞』は事件後に社説で、従来の犯行手口とは異質な荒っぽい手口の犯行がなされた事件として、本事件や八王子スーパー強盗殺人事件、石狩町女子高生誘拐事件を挙げ、警察は今後もそれまでの常識とは異なる短絡的な犯罪が発生する可能性を考慮すべきだと指摘している。